# Szentistvánpatak

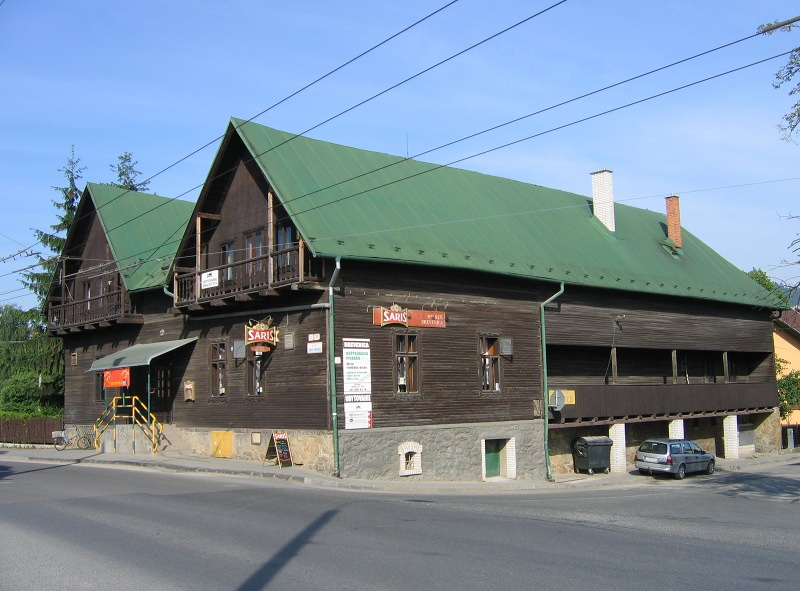
Zavodie vendéglő

Szentistvánpatak (1899-ig Závodje, szlovákul: Závodie) Zsolna városrésze, egykor önálló község Szlovákiában, a Zsolnai kerületben, a Zsolnai járásban.

## Fekvése
Zsolna központjától 1 km-re délnyugatra fekszik.

## Története
A régészeti leletek tanúsága szerint területén már a kőkorszakban, i. e. 20000 évvel is éltek emberek. Az i. e. 7. században a Hradisko nevű magaslaton valószínűleg erődítmény állt.
A mai település első írásos említése 1351-ből származik „Zavoda” alakban. Kis Zavoda 1393-ban a zsolnalitvai uradalomhoz tartozott. 1509-ben „Zawdie”, 1598-ban „Zawodia” néven szerepel a korabeli forrásokban. Zsolna városának jobbágyfaluja volt. A települést később egészen 1848-ig a helyi nemes Závodszky család birtokolta. A régi falu lényegében egy térből és nyolc utcából állt.
A 18. század végén Vályi András így ír róla: „ZAVODJE. Tót falu Trentsén Várm. földes Urai Zavodszky, és több Uraságok, fekszik Szolnához nem meszsze, mellynek filiája; határjában Zilinka folyóvíz ömlik a’ Vág vizébe; földgye termékeny.”
Fényes Elek 1851-ben kiadott geográfiai szótárában így ír a faluról: „Závodjé, Trencsén m. tót f. ut. p. Zsolna mellett; 603 kath., 6 evang., 19 zsidó lak., több nemesi curiákkal, és épületekkel. Földje termékeny, káposztája hires. F. u. többen.”
A téren 1906-ban kőkeresztet emeltek az innen elszármazott amerikaiak. 1910-ben 1119, túlnyomórészt szlovák lakosa volt. A trianoni békéig Trencsén vármegye Zsolnai járásához tartozott.
1970-ben csatolták Zsolnához. 1980-ban 722 lakosa volt.

## Neves személyek
- Itt született 1909-ben Štefan Králik szlovák drámaíró, a Nemzet Művésze.

## Nevezetességei
- Szent István király-templom (Kostol svätého Štefana kráľa), Zsolna legrégibb építménye, a 13. század elején (1200 és 1230[3]) építették későromán stílusban.
- Szent Cirill és Metód tiszteletére szentelt kápolnája 1927-ben épült. Oltárképét Viktor Krupec akadémiai festő készítette.
- A tér déli részén egy kis úti kápolna is áll.

## Külső hivatkozások
- Szentistvánpatak Szlovákia térképén
- Képek a településről